# Mariia Krasavina
Mariia Krasavina, née le 3 août 1990, est une grimpeuse russe, spécialisée dans la vitesse. 

## Palmarès

### Championnats du monde
- 2018 à Innsbruck, Autriche
  -  Médaille de bronze en vitesse
- 2011 à Arco, Italie
  -  Médaille d'or en vitesse

### Championnats d'Europe
- 2015 à Chamonix, France
  -  Médaille de bronze en vitesse

### Coupe du monde
- selon le classement général, en vitesse
  -  en 2017
  -  en 2015
  -  en 2014
  -  en 2012
  -  en 2011

### Jeux mondiaux
- 2013 à Cali, Colombie
  -  Médaille d'argent en vitesse